# Denis Zakaria
Denis Lemi Zakaria Lako Lado (født 20. november 1996) er en schweizisk professionel fodboldspiller, som spiller for Ligue 1-klubben Monaco og Schweiz' landshold.

## Klubkarriere

### Servette
Zakaria begyndte sin karriere hos hans lokale klub Servette FC, hvor han gjorde sin professionelle debut i 2014.

### Young Boys
Zakaria skiftede i juni 2015 til Young Boys.

### Borussia Mönchengladbach
Zakaria skiftede i juni 2017 til Borussia Mönchengladbach. Zakaria spillede over de næste 4,5 sæsoner en vigtig rolle for Mönchengladbach mandskabet.

### Juventus
Zakaria skiftede i januar 2022 til Juventus.

#### Leje til Chelsea
Zakaria blev i september 2022 udlejet til Chelsea for 2022-23 sæsonen. Som del af aftalen er der en mulighed for at gøre skiftet permanent.

## Landshold

### Ungdomslandshold
Zakaria har repræsenteret Schweiz på flere ungdomsniveauer.

### Seniorlandshold
Zakaria gjorde sin debut for Schweiz' landshold den 28. maj 2016. Han var del af Schweiz' trupper til flere internationale turneringer.

## Privat
Zakaria er født i Schweiz til en far fra Sydsudan og en mor fra DR Congo.